# Karl Wilhelm Mayrhofer
Karl Wilhelm Mayrhofer (auch Carl Wilhelm Mayrhofer oder Carl Mayerhofer; * 9. September 1806 in Eggendorf im Traunkreis; † 6. November 1853 in Kremsmünster) war ein österreichischer Arzt, Homöopath und Schriftsteller.

## Leben
Mayrhofer war Sohn des Besitzers des herrschaftlichen Gutes in Eggendorf. Er absolvierte das Stiftsgymnasium Kremsmünster, studierte an der Universität Wien Medizin und wurde dort am 6. Juni 1832 mit der Dissertation De orchideis in territorio Vindobonensi crescentibus zum Dr. med. promoviert. Am 12. Dezember 1832 erfolgte an der Wiener Hochschule seine Graduierung zum Magister der Geburtshilfe. Von 1831 bis 1833 zeichnete er sich außerdem bei der Bekämpfung der Choleraepidemie aus.
Mayrhofer ließ sich am 15. März 1833 in Steyr als praktischer Arzt nieder. Dort erarbeitete er sich in kurzer Zeit einen guten Ruf. 1839 nahm er einen Ruf als Stifts- und Konviktsarzt am Stift Kremsmünster an. Außerdem führte er dort eine private Praxis. In dieser Zeit machte er sich auch zunehmend einen Namen als Homöopath. Ab 1847 war er auch Mitglied des Wiener homöopathischen Vereins.
Mayrhofer war neben medizinischen Themen, insbesondere auf dem Feld der Homöopathie und betreffend psychische Ausnahmezustände beim Menschen, auch theologisch und philosophisch interessiert. Zudem verfasste er Gedichte in Mundart. Er war an der Gründung des Katholikenvereins in Wels beteiligt.
Mayrhofer starb in Folge eines Sturzes aus einem Wagen in Kremsmünster. Sein Sohn war der Gynäkologe Karl Mayrhofer.

## Schriften (Auswahl)
- Mikroskopische Untersuchungen der homöopathischen Metallpräperate. In: Oesterreichische Zeitschrift für Homoeopathie. Jahrgang 1 (1844), S. 152–175.
- Der Lebensbaum. Thuja occidentalis. In: Oesterreichische Zeitschrift für Homoeopathie. Jahrgang 2 (1845), S. 287–430.
- Die Einheit des Wissens und Glaubens: im Lichte des Somnambulismus und Hellsehens dargelegt in der Geschichte einer Somnambule, Seidel, Wien 1850.
- Ein Besuch bei den ekstatischen Jungfrauen Juliana Weißkircher zu Schleinbach in U.Oe. und Maria von Mörl zu Kaltern in Tirol. Nebst einem Worte über die christliche Ekstase. In: Oesterreichischer Volksfreund. 4. Jahrgang (1852), S. 398–407.